# Isolationism
O termo isolationism, também conhecido como dark ambient, foi cunhado por Kevin Martin, o homem por trás de projetos como GOD e Techno Animal. A sua primeira aparição na mídia impressa foi na revista britânica Wired, em dezembro de 1993, num artigo escrito por Martin; era uma denominação para um tipo de música ambiente mais "sinistra" que surgia na Europa. A consagração definitiva do termo veio com a coletânea Ambient 4: Isolationism de 1994, um disco duplo que era praticamente um catálogo do estilo.

## Precursores
Músicos que exploraram ou influenciaram o gênero:
- Miles Davis
- Tangerine Dream
- Steve Reich
- Brian Eno
- Cabaret Voltaire
- Throbbing Gristle
- P.Davus

## História
Brian Eno, já explorava composições amorfas e sufocantes desde o começo dos anos 1980. Boa parte de seu álbum Ambient 4: On Land, de 1982, por exemplo, é feito de paisagens sonoras tensas. 
O primeiro disco do gênero talvez tenha sido o álbum homônimo do australiano Lustmord de 1983. Apesar disso, o isolationism como subgênero da msica ambiente, tomou corpo nos anos 90, quando uma nova geração de produtores e DJs criados à base de Chicago house e Detroit techno voltaram seus olhos (e ouvidos) para Brian Eno e Tangerine Dream.
O gênero ambient como um todo ganhou um empurrão com o sucesso de Selected Ambient Works, Vol. II de 1994, do Aphex Twin. Ambient Works é um feito praticamente inédito: um disco duplo instrumental lançado por uma gravadora grande, com 23 faixas sem títulos, que atinge o topo das paradas independentes.

## Principais artistas dentro do gênero
- Biosphere
- Lustmord
- zoviet*france
- Lull
- Final
- Scanner
- Thomas Köner
- Paul Schütze
- Tetsu Inoue
- Pete Namlook
- Raison D'Être

## Discografia Básica
- Pere Ubu - The Art of Walking (1980)
- Thomas Köner - Permafrost (1993)
- Various Artists - Ambient 4: Isolationism (1994)
- Robert Rich & Lustmord - Stalker (1995)
- Trent Reznor & Nine Inch Nails - Quake (1996)
- Biosphere - Substrata (1997)
- Black Rebel Motorcycle Club - The Effects of 333 (2007)
- Heivok - Diabólica Hipocondría